# Будинок Мусіних-Пушкіних (Ніжин)
Будинок Мусіних-Пушкіних — пам'ятка архітектури місцевого значення в Ніжині. Наразі будинок у зруйнованому стані, збереглися руїни.

## Історія
Спочатку було внесено до «списку нововиявлених пам'яток архітектури» під назвою «Садиба Мусіних-Пушкіних».
Наказом Міністерства культури і туризму від 21.12.2012 № 1566 надано статус «пам'ятник архітектури місцевого значення» з охоронним № 10028-Чр під назвою «Будинок Мусіних-Пушкіних».

## Опис
Садиба Мусіних-Пушкіних була збудована на початку ХІХ століття.
Наразі будинок у зруйнованому стані, збереглися руїни.